# Felicia (Darkstalkers)
Felicia (フェリシア, Ferishia) es un personaje ficticio de la serie de videojuegos de lucha Darkstalkers creado por Capcom. Es una chica gato estadounidense bastante optimista que fue criada en un convento. Introducida en el juego de 1994 Darkstalkers: The Night Warriors y sus secuelas posteriores, también ha aparecido en otros juegos fuera de la serie Darkstalkers y los medios y productos relacionados, convirtiéndose en uno de los personajes más populares de Capcom.

## Creación
El personaje fue imaginado originalmente por el productor de Capcom y creador original de Darkstalkers, Alex Jiménez, como una hermosa vampira Sudamericano de piernas largas que podía transformarse en un jaguar. Al principio del desarrollo de Darkstalkers, el equipo decidió tener dos personajes femeninos: una chica gato y una vampiresa, personajes que eventualmente se convertirían en Felicia y Morrigan, respectivamente. Sin embargo, a medida que el personaje de Morrigan se convirtió en el de una súcubo, se hizo que fuera mucho más atractiva sexualmente, y los roles de los dos personajes se invirtieron.
Felicia es una mujer gato, y como tal, tiene orejas de gato, una melena de pelo largo y azul, dientes puntiagudos, una cola y manos y pies con garras en forma de garra de gran tamaño que usa en la batalla. Según la guía de la revista MAXIMUM para Darkstalkers: The Night Warriors, Felicia es uno de los "mejores personajes disponibles, con una velocidad abrumadora y una amplia gama de especiales fáciles de realizar". Además, el diseño de Felicia se basa libremente en el poema de Edward Field de 1967 The Curse of the CatWoman.

## Historia
Felicia fue criada por una monja católica llamada Rose: Cuando murió, Felicia dejó su pueblo natal para poder convertirse en una famosa cantante y bailarina. Durante sus viajes conoció a otras "catgirls", y con sus nuevas amigas empezó a realizar su sueño de convertirse en famosa. Eventualmente ella y sus otras amigas crearon un musical, con Felicia como estrella principal.
Durante los sucesos de Darkstalkers 3, ella se pregunta ¿cómo podría hacer felices a las demás personas?, al final Felicia se convierte en monja y funda un orfanato con el nombre de "Felicity House".

## La raza de las "Catwoman"
Los miembros de esta raza nacen como un bebé normal, pero alrededor de los 4 a 10 años a ellas les empieza a crecer el pelo, las orejas y la cola. Y aunque hay diferencias individuales, ellas tienen la capacidad de transformarse. Esta habilidad les permite esconder sus extremidades y parecer como un humano normal. Su sentido del olfato esta mucho más desarrollado que el del humano. Ellas usan a menudo este sentido para encontrar otras "catwoman", a ellas no les gusta mucho el sol, usualmente actúan de noche.
Como el nombre lo indica, no hay hombres en esta raza. Ha habido "catwoman" que se casan con hombres pero sus hijos nacen como humanos normales. En este momento, ellas no tienen forma de dar a luz a más "catwoman". Muy probablemente, la raza masculina (¿cat-men?) no puede existir en el mundo humano.

## Amigos de Felicia
Al jugar con Felicia, es posible realizar movimientos especiales que invocan a otras "catwoman" para asistir a Felicia. Aunque no son nombradas en el juego, cada una posee una historia y nombre, y son las siguientes:
- Pico: Una niña de pelo trenzado. Sale cuando LK y MK se utilizan para lanzar "Please Help Me". Tiene 14 años (7 años en la edad humana). Nació en Minnesota, EUA. Ella vivía en un orfanato, pero después de ver el show de Felicia, ella abandono el orfanato para buscar a Felicia. Ella descubrió que era una "catwoman" después de conocer a Felicia. Está llena de curiosidad y no le teme a nada.

- Grace: aparece con una cola de caballo. Tiene 40 años (20 años humanos). Nació en Utah, es la guardián de Alto. Es increíblemente hábil para transformarse en humana y puede permanecer en esa forma por mucho tiempo. Es como la madre de Alto, y también le gusta cuidar a las demás.

- Alto: Una niña con un listón. Aparece durante "Dark force". Tiene 20 años (10 años humanos), Se desconoce su lugar de nacimiento. Ella era como la mascota rara de un hombre rico pero se escapó. Vivió durante poco tiempo en las montañas pero fue encontrada por Grace. Ella es muy tímida y le teme a los extraños. Fue nombrada como "Alto" por Grace.

- Nana y Mimi: Estas dos "catgirls" pueden ser reconocidas por el listón que usan. Aparecen cuando LK y MK se utilizan para lanzar "Please Help Me". tienen 22 años (11 años humanos). Nacieron en Hong Kong, pero crecieron en Saitama, Japón. Fueron llevadas a Japón cuando entraron en una nave comercial, y acogidas por una pareja de ancianos. Ambas son muy tolerantes.

- Nono: Alias Tama. Aparece durante "Please Help Me" y en la nueva pose de victoria de Felicia. Tiene una gran amistad con Nana, se hicieron amigas en las montañas que estaban detrás de su casa. Su edad y su historia no son muy claras. Le gusta esconderse en pelotas y jugar.

- Lucy: aparece con un listón. Tienen 36 años (18 años humanos). Nació en Virginia, solía trabajar en un circo. Cuando uno de sus pocos amigos humanos del circo murió, ella lo abandonó. Mientras ella vagaba conoció a Felicia. Es muy cínica y la más fuerte del grupo.

## Recepción
GameDaily nombró a Felicia uno de sus personajes favoritos de Capcom de todos los tiempos, ubicándola en el quinto lugar de su lista de los 25 principales, así como su personaje femenino favorito de Darkstalkers. GamesRadar la incluyó entre los treinta mejores personajes en las tres décadas de historia de Capcom. En 2016 la revista japonesa de videojuegos Famitsu la clasificó como la segunda gata "más genial" en los videojuegos.

## Apariciones
- Darkstalkers: The Night Warriors (1994)
- Night Warriors: Darkstalker's Revenge (1995)
- Darkstalkers 3 (1997)
- Super Puzzle Fighter II Turbo (1997)
- Super Gem Fighter Mini Mix (1997)
- SNK Vs. Capcom: The Match of the Millennium (1999)
- SNK Vs. Capcom: Card Fighters Clash (1999 - 2006)
- Darkstalkers Chronicle: The Chaos Tower (2000)
- Marvel vs Capcom 2: New Age of Heroes (2000)
- Capcom Fighting Evolution (2004)
- Cross Edge (2009)
- Marvel vs Capcom 3: Fate of Two Worlds (2011)
- Ultimate Marvel vs Capcom 3 (2011)
- Onimusha Soul (2012)
- Darkstalkers Resurrection (2013)
- Project x zone 2